# 走査型近接場エリプソメトリー顕微鏡
走査型近接場エリプソメトリー顕微鏡（そうさがたきんせつばエリプソメトリーけんびきょう、Scanning Near-field Ellipsometric Microscopy : SNEM）は走査型近接場光学顕微鏡の一種。

## 概要
走査型近接場光学顕微鏡(SNOM)の一種で試料表面の形状や屈折率、吸収等の光学特性の分布を可視化するために使用される。
無開口型走査型近接場光学顕微鏡に偏光解析光学系を取り入れた構成で試料の上部には原子間力顕微鏡の装置があり、試料の下部にはプリズムや偏光子を備えるSNOMの装置があり、近接場光学系においてSNOMの無開口探針として機能しつつ、同時にAFM装置で、試料の表面形状を掃引する探針としても機能する探針を備えてAFM像とSNEM像を同時に観察できる。

## 用途
- 光学薄膜の光学特性の分布と表面形状の測定